# Frederick Newton Gisborne
Pour les articles homonymes, voir Newton et Gisborne.
Frederick Newton Gisborne (8 mars 1824 - 30 août 1892) était un ingénieur britannique qui a été un pionnier de la construction de systèmes télégraphiques sous-marins au Canada. Il fut celui qui installa le premier câble télégraphique sous-marin en Amérique du Nord et ses initiatives dans ce domaine auront conduit d'autres promoteurs à la pose du premier câble télégraphique transatlantique.

## Biographie

### Voyage autour du monde
Frederic Newton Gisborne est né le 8 mars 1824 à Broughton (Lancashire), en Angleterre, fils de Hartley P. Gisborne de Darley Dale, Derbyshire. En janvier 1842, Gisborne s'embarque pour un voyage autour du monde alors qu'il n'a que 17 ans. Durant les 3 ans et demi que durera son périple, il aura visité les îles du Cap-Vert, l'Australie, la Nouvelle-Zélande, les îles de la Société, Tahiti, l'île Pitcairn, les îles Sandwich. Après avoir exploré le Mauna Loa sur l'île d'Hawaï, il a navigué dans le golfe de Californie. Il poursuivit ensuite son expédition, par voie terrestre, traversant le continent jusqu'à Veracruz voyageant à travers le Yucatan et le Guatemala pour finalement être de retour en Angleterre au printemps 1845.

### Arrivée au Canada
Gisborne arriva au Canada en juillet 1845 avec son frère Hartley (qui deviendra quelques années plus tard directeur des télégraphes en Égypte) habitant pendant deux ans (jusqu'en mai 1847) dans une ferme qu'ils achètent près de Saint-Eustache, dans le Bas-Canada. Dès cette époque, il a travaillé comme l'un des premiers opérateurs de la Montreal Telegraph Company (en), devenant son opérateur en chef et implanta à Québec la première station de télégraphie. En 1847, il a été nommé directeur général de l'Association britannique de télégraphie électrique. De 1849 à 1851, il occupa le poste de surintendant des télégraphes en Nouvelle-Écosse et opérateur en chef des lignes gouvernementales à Halifax. Entretemps, il épousa le 31 octobre 1850 à Halifax Alida Ellen Starr. Le couple eut deux enfants. C'est durant cette période qu'il proposa le projet de relier la Nouvelle-Écosse à l'île de Terre-Neuve au moyen d'un câble d'un câble télégraphique sous-marin. Ce sont d'abord les deux autres futures provinces maritimes canadiennes qui furent reliées entre elles par le télégraphe: le 20 novembre 1852, Gisborne mena à bien les travaux qui permirent la pose et l'installation du premier câble télégraphique sous-marin du côté nord-américain de l'Atlantique, reliant l'Île-du-Prince-Édouard au Nouveau-Brunswick,,.
L'île de Terre-Neuve n'était pas encore reliée au continent que l'ingénieur britannique concevait déjà le projet de relier celle-ci à l'Irlande avec la pose d'un câble transatlantique. Tous ces projets obligèrent Gisborne à recueillir des fonds. Au début des années 1850, il se rendit à New York et y rencontra les hommes d’affaires Horace Tebbets et D. B. Holbrook de même que Thos. A. Dexter, et le général John Tyler, de Boston qui lui consentirent un certain capital. À Londres, l’ingénieur britannique John Watkins Brett lui procura également une aide financière. Cependant après quelque temps, les investisseurs retirèrent leurs capitaux et laissèrent Gisborne surendetté tant et si bien qu'il dut faire faillite et perdit tous ses avoirs. Arrêté puis libéré peu de temps après, il se rendit à New York une seconde fois, en janvier 1854 et y rencontra cette fois Cyrus West Field. Cet industriel américain ayant fait fortune comme fabricant de papier sera celui qui saura mené à terme l'audacieux projet de Gisborne. Il faudra toutefois attendre 1866 pour qu'un câble télégraphique reliant Terre-Neuve à l'Irlande puisse être installé et fonctionner de façon régulière,,.
À la suite de divers démêlés avec différents acteurs du projet, Gisborne se désintéressa de la télégraphie et réorienta sa carrière vers le secteur des mines. Il revint habiter en Angleterre un temps avant de revenir au Canada où on le nomma, en 1862, commissaire de Terre-Neuve à l’Exposition industrielle de Londres et, cinq ans plus tard, commissaire des mines du gouvernement terre-neuvien à l’Exposition universelle de Paris. Il supervisa plusieurs travaux en Nouvelle-Écosse dont la construction de plusieurs tronçons de chemin de fer et l’amélioration des installations portuaires de Sydney et de Louisbourg. Il revint finalement à ses premières occupations alors que le gouvernement fédéral canadien le nomma officiellement le 1er mai 1879 surintendant du service de télégraphie et de signalisation du pays. Durant cette période, il réorganisa le réseau télégraphique de la Colombie-Britannique et supervisa personnellement l’installation d'autres lignes télégraphiques en Alberta (de Dunmore à Fort Macleod) et en Saskatchewan (de Moose Jaw à Wood Mountain). Il entreprit de même la remise en état de la ligne Edmonton-Calgary. En 1882, il reçut le titre de membre fondateur de la Société royale du Canada.
Sa première épouse décéda en 1854. Gisborne épousa en avril 1857 Henrietta Hernaman et quatre enfants naquirent de cette seconde union,,. Il mourut le 30 août 1892 à Ottawa où il fut inhumé au cimetière Beechwood .